# Казатин
Каза́тин (укр. Козятин) —  город в Винницкой области Украины. Входит в Хмельникский район. До 2020 года был административным центром упразднённого Казатинского района.

## Площадь и население
- Площадь города составляет 1229,04 га.
- Согласно переписи населения 2001 года, население города Казатин вместе с пригородом составило около 28,7 тыс. человек.
- Плотность населения в городе на 2012 г. составляет 2 024 человека на квадратный километр.
- Графики недоступны из-за технических проблем. См. информацию на Фабрикаторе и на mediawiki.org.

### Языковой состав
Во время переписи 2001 года 94,76 % населения города указали украинский язык родным, 4,88 % — русский, 0,36 % — другие языки.

## География
Город расположен на расстоянии 75 км от областного центра — г. Винница, в северо-восточной части области в верховьях р. Гуйвы, в 150 км от столицы государства г. Киева.

## Экономика
По состоянию на 2011 год, в различных сферах экономики было занято 11,8 тыс. жителей города, в том числе на транспорте — около 60 %, в промышленности — 9 %, по 6 % — на предприятиях охраны здоровья и в учебных заведениях.
Средняя заработная плата по городу в июне 2010 г. составляла 2 492 грн. В городе зарегистрировано 1 000 безработных, а в трудоспособном возрасте находятся 14,6 тыс. жителей.

### Промышленность
Основную занятость жителей Казатина обеспечивают 11 предприятий железнодорожного транспорта, крупнейшие из которых — Локомотивное депо им. братьев Валдаевых, основанное в 1871 году, ремонтное и эксплуатационное  вагонное депо.
Кроме того, основными промышленными предприятиями являются ПАО «Казатинский мясокомбинат», АО «Казатинхлеб», АО «Казатинская швейная фабрика». Кроме готовых к употреблению колбасных изделий и консерв, производит котлеты для гамбургеров сети заведений общественного питания «Макдоналдс» на Украине.

### Транспорт

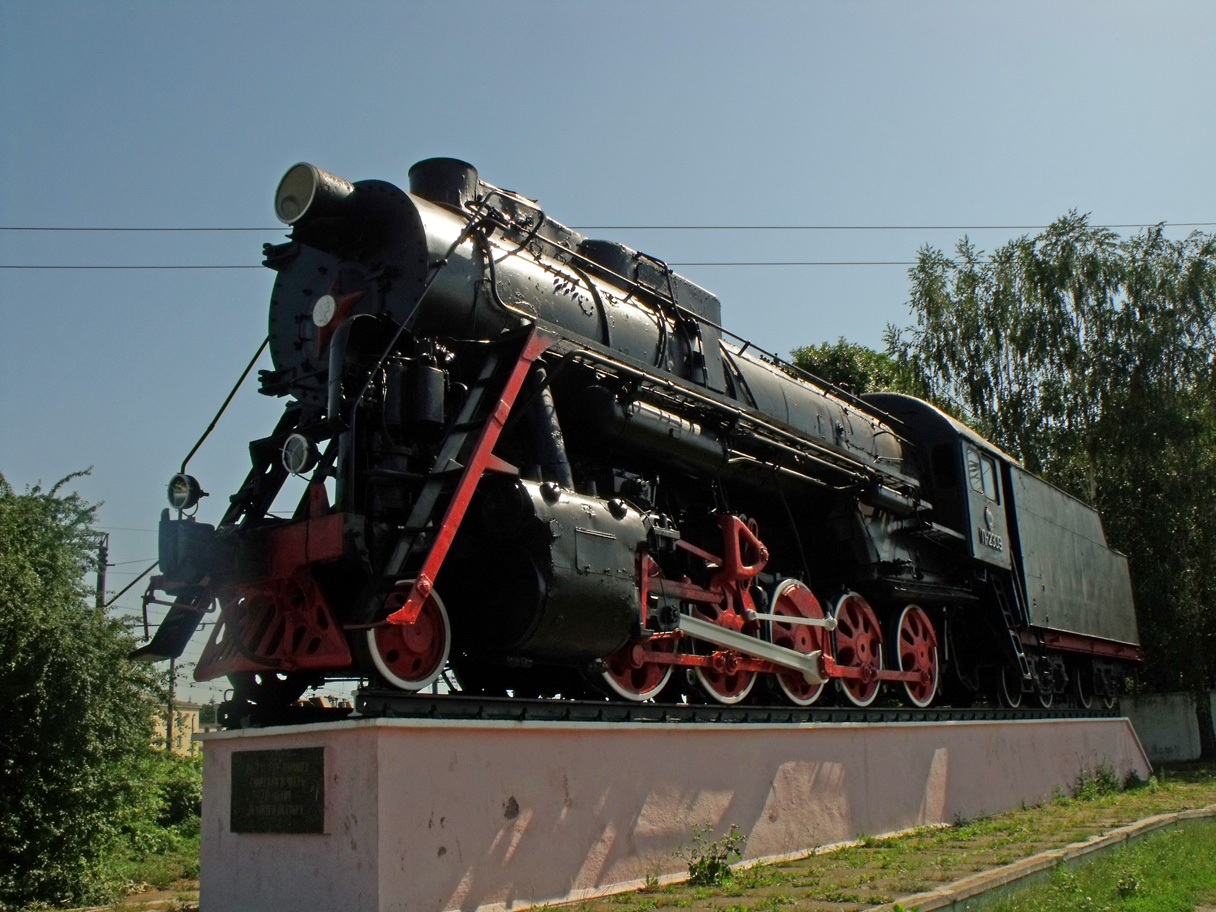
Паровоз Л-2309 (Лебедянского)

Казатин — важная узловая станция Юго-Западной железной дороги, через город проходит автодорога А-286 Киев-Б.Церковь-Казатин-Любар-Кременец Р-32 «Ржищев—Белая Церковь—Сквира—Кременец».
Хорошо налажено железнодорожное сообщение в направлениях Казатин-Киев, Казатин-Одесса, Казатин-Львов.
В пределах городской черты транспортное сообщение обеспечивается маршрутными автобусами (8 маршрутов) и 4 службами радиотакси.
Общая длина дорог города — 83 км, в том числе 53 км — с твердым покрытием.
Существует пригородное железнодорожное сообщение с Винницей, Жмеринкой, Фастовом, Попельней, Киевом, Бердичевом, Житомиром, Шепетовкой, Погребищем, Коростенем. Есть дизель-поезда на Жашков (через Погребище, Тетиев) и Христиновку (через Погребище, Липовец, Оратов, Монастирище). С 1 пересадкой можно доехать до Здолбунова/Ровно, Нежина, Гребенки, Тетерева, Яготина, Хмельницкого, Вапнярки, Лепесовки, Лановец, Новограда-Волынского, Бара, Вендичан, Могилева-Подольского, Белой Церкви, Мироновки, Коростышева. Тарифы зависят от расстояния, но на расстояние до 260 км не превышают 14,50 грн.

### Торговля
В городе функционирует 3 рынка, 216 магазинов. Предоставляют услуги 38 заведений общественного питания, 3 фотосалона, 2 комбината службы быта, 23 аптеки и аптечных киоска, 24 парикмахерские.

## Социальная сфера

### Жильё

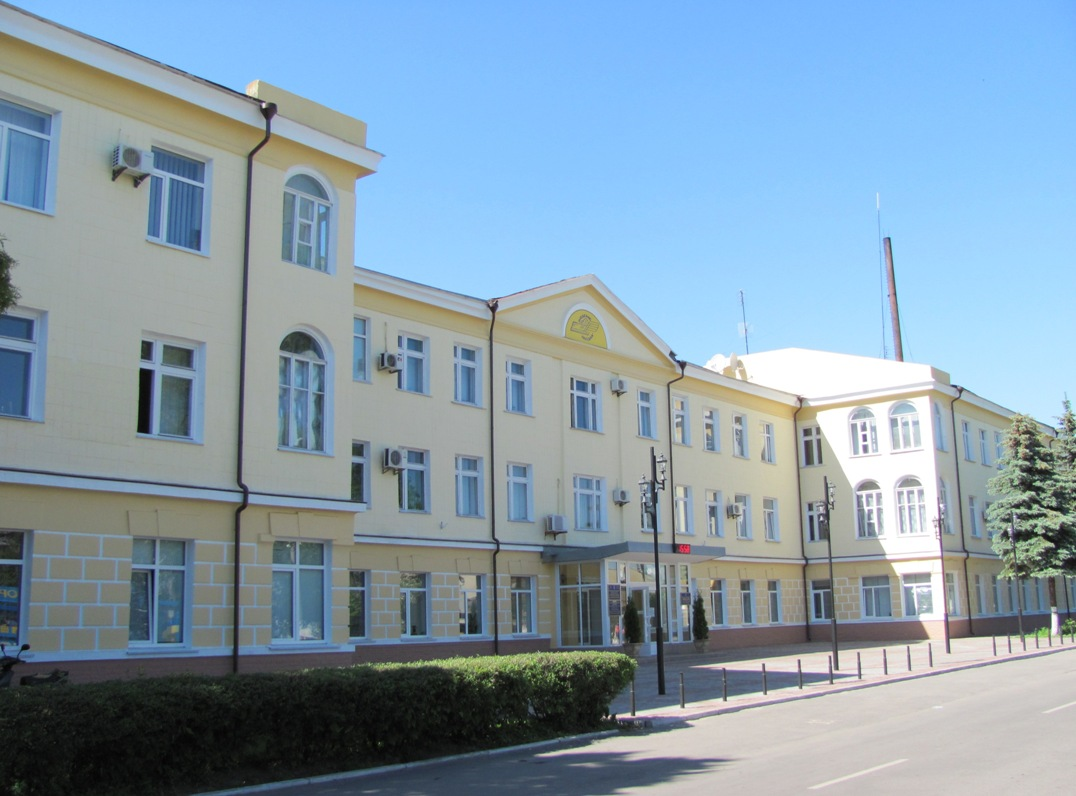
Административное здание Казатинской дирекции железнодорожных перевозок

Жилищный фонд города составляют в частности 218 многоэтажных домов, в которых насчитывается 5 132 квартиры. В частном секторе находится 4 500 домов.

### Образование, медицина
В городе функционируют 6 общеобразовательных школ, лицей, музыкальная школа, 7 дошкольных учебных заведений, Центр детского и юношеского творчества, комплексная детско-юношеская спортивная школа. По состоянию на 2012 год, в учебных заведениях обучается около 3 000 учеников, в дошкольных — воспитывается около 1 000 детей.
Также функционирует межрегиональное высшее профессиональное училище железнодорожного транспорта, в котором свыше 1 500 студентов обучается 28 профессиям.
В городе работают 2 больницы на 420 мест (больница станции Казатин на 180 мест и районная больница на 240 мест).

## Достопримечательности

### Вокзал

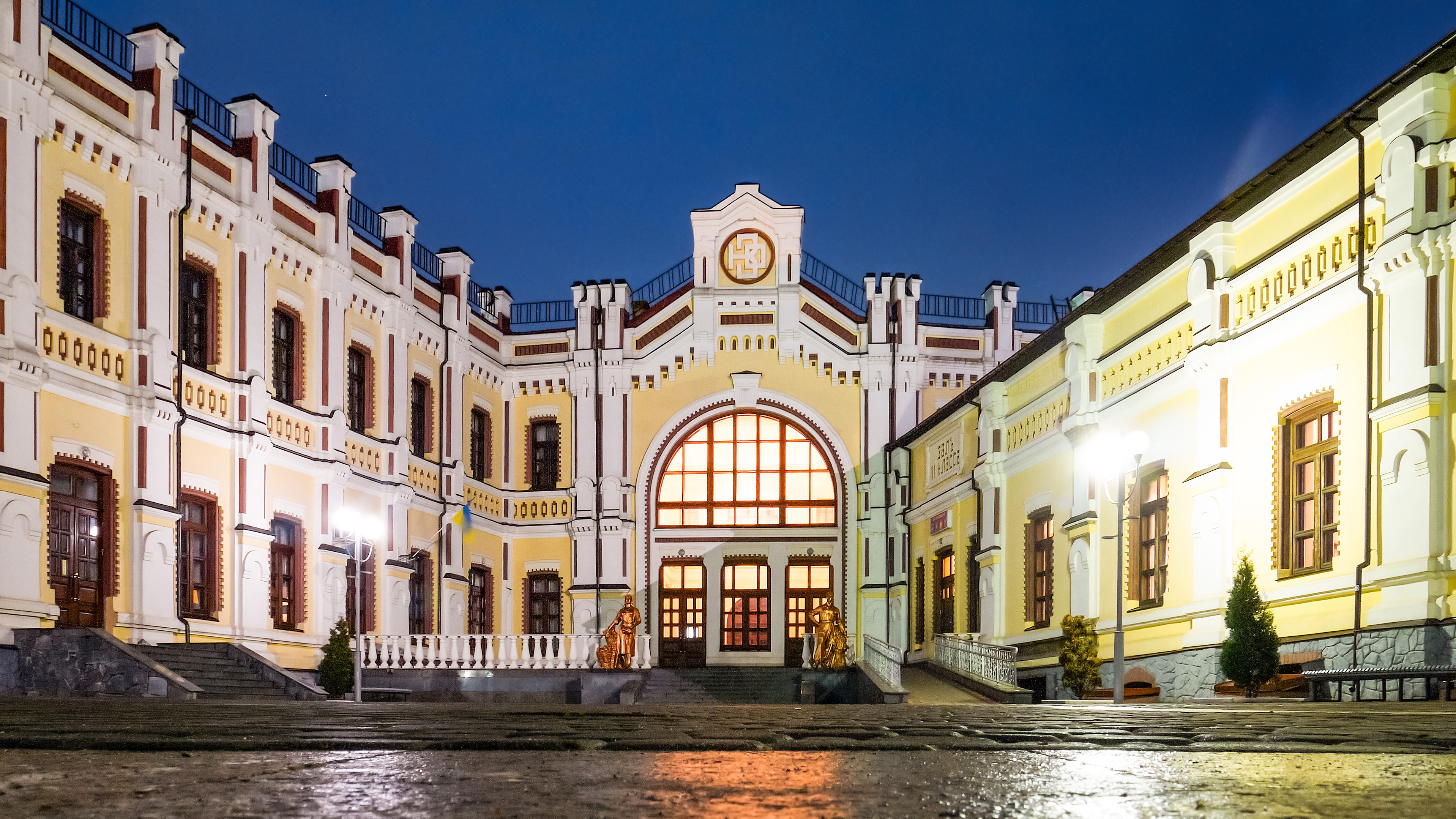
Вокзал ст. Казатин. Главный вход, привокзальная площадь

Считается одним из самых старых вокзалов Украины и СНГ. Построен в 1889 году под руководством инженера, впоследствии архитектора, А. В. Кобелева по проекту архитектора В. И. Куликовского. Внесён в список архитектурных памятников. Особенностью вокзала является то, что он размещен в виде «острова» между железнодорожными путями, что существенно увеличивает транспортный поток. Долгое время не реконструировался, капитальный ремонт, начатый в 1997 году, был заморожен. Ремонтные работы возобновлены осенью 2010 года.

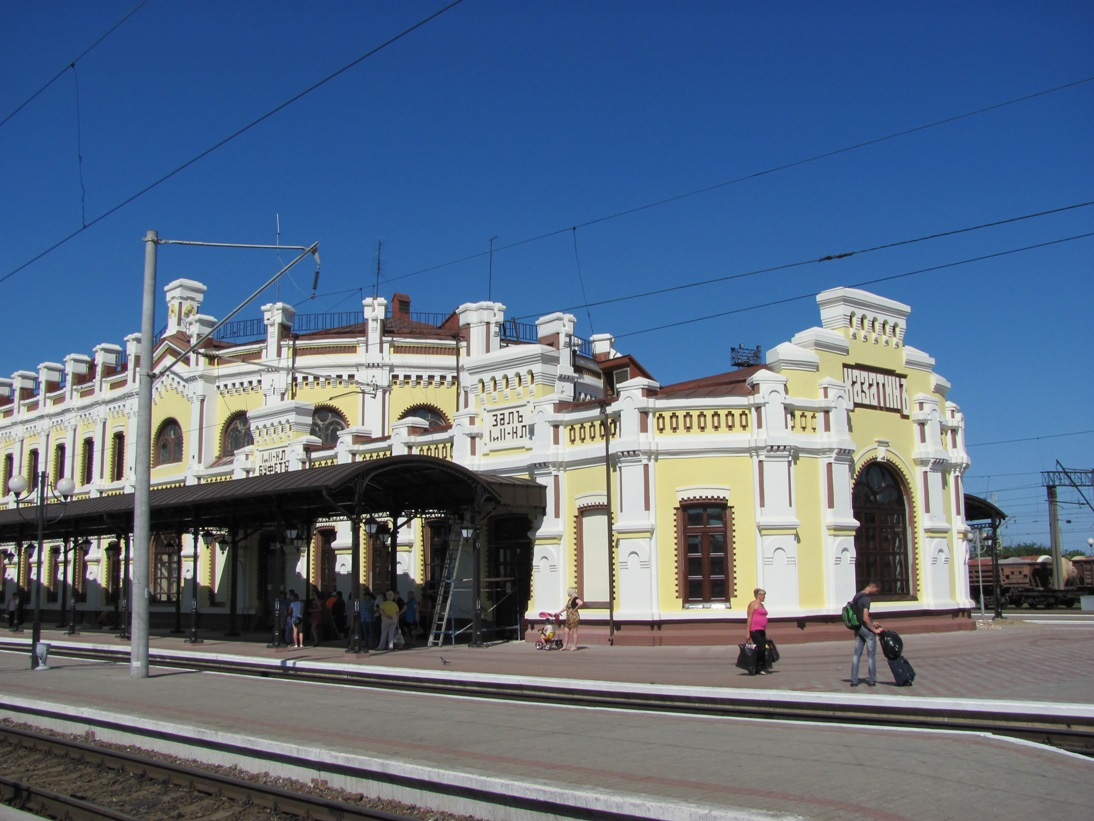
Вокзал ст. Казатин. Вид с Шепетовской платформы

### Общеобразовательная школа № 2

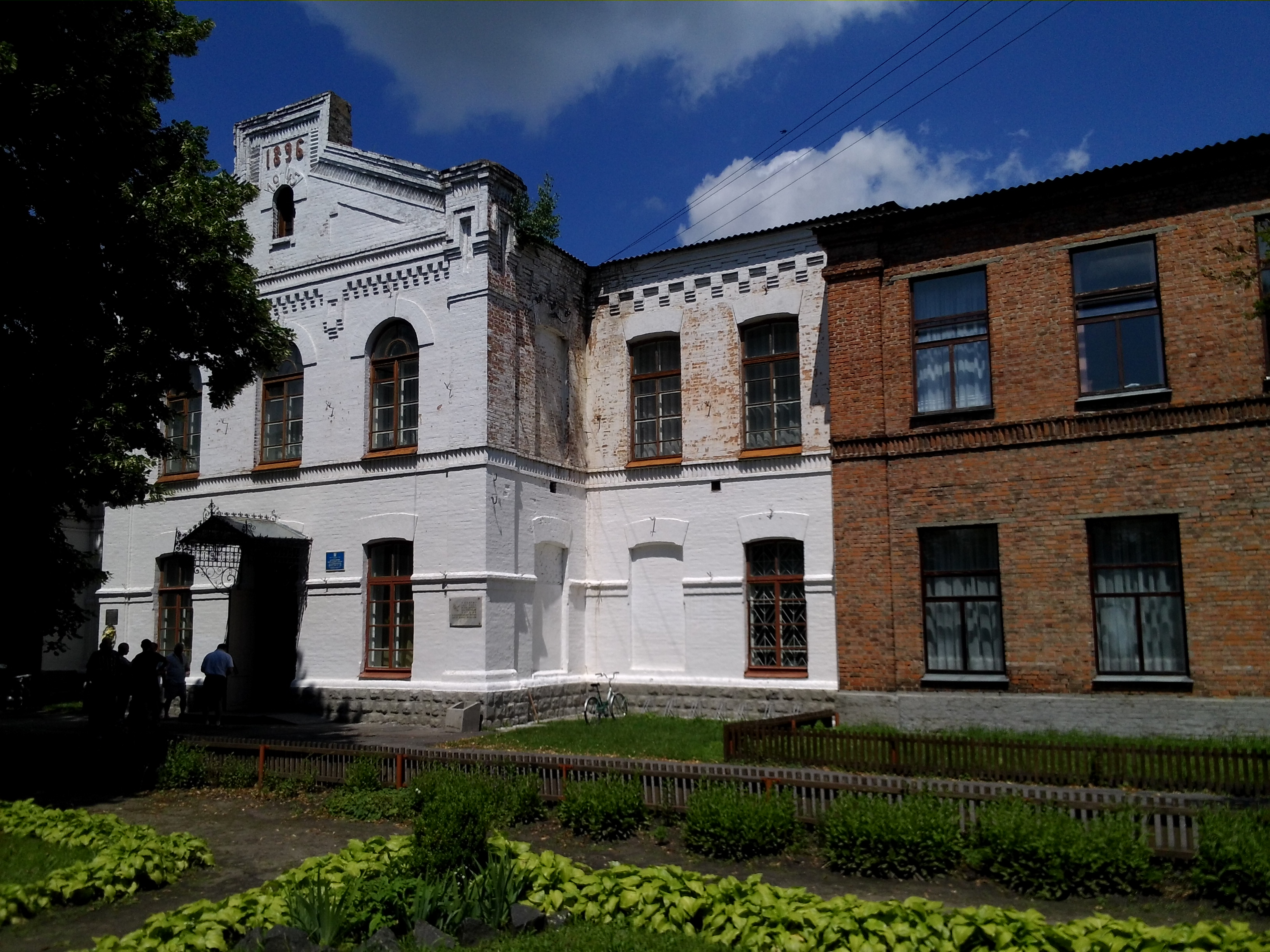
Общеобразовательная школа № 2

Построена в 1896 году, левое и правое крыло школы достроены в 1953 году. С момента постройки функционирует как учебное заведение — изначально как двухклассное министерское железнодорожное училище.

### Государственный музей истории города
Музей начал свою работу в 2004 году в здании, построенном в 1915 году, в котором раньше размещалась Земская почта. Фонд музея составляет более 3000 экспонатов..

### Памятник Михаилу Грушевскому
В 2004 году премьер-министр Виктор Янукович совместно с городским головой Александром Гвелесиани открыли памятник работы архитектора В. Знобы главе Центральной Рады УНР Михаилу Грушевскому. Памятник расположен на улице Героев Майдана возле Железнодорожной больницы.

## История
Первое письменное упоминание о поселении на месте современного Казатина датируется 1834 годом.
Основателем города Казатин по праву можно назвать предпринимателя, крупного землевладельца, мецената Марьяна Васютинского, проживавшего в селе Казатин, который отдал (внес) свой земельный пай (40 десятин) в акционерное сообщество по созданию железных дорог.
Возникновению Казатина предшествовало строительство Киево-Балтской (Одесской) железной дороги в 70-х годах XIX века.
В 1874 году утвержден первый план города. 7 июля 1874 года посёлок рабочих Казатин был отнесен к категории городов Бердичевского уезда Киевской губернии.
В 1871 и 1885 годах происходили забастовки стрелочников.
В 1888 году утверждена вторая часть плана развития города, предусматривавшая отвод земель под застройку жилыми зданиями (в отличие от первой части плана, предусматривавшего застройку преимущественно служебными зданиями железной дороги).
В 1905 году казатинские железнодорожники одними из первых присоединяются к Всероссийской октябрьской политической стачке.

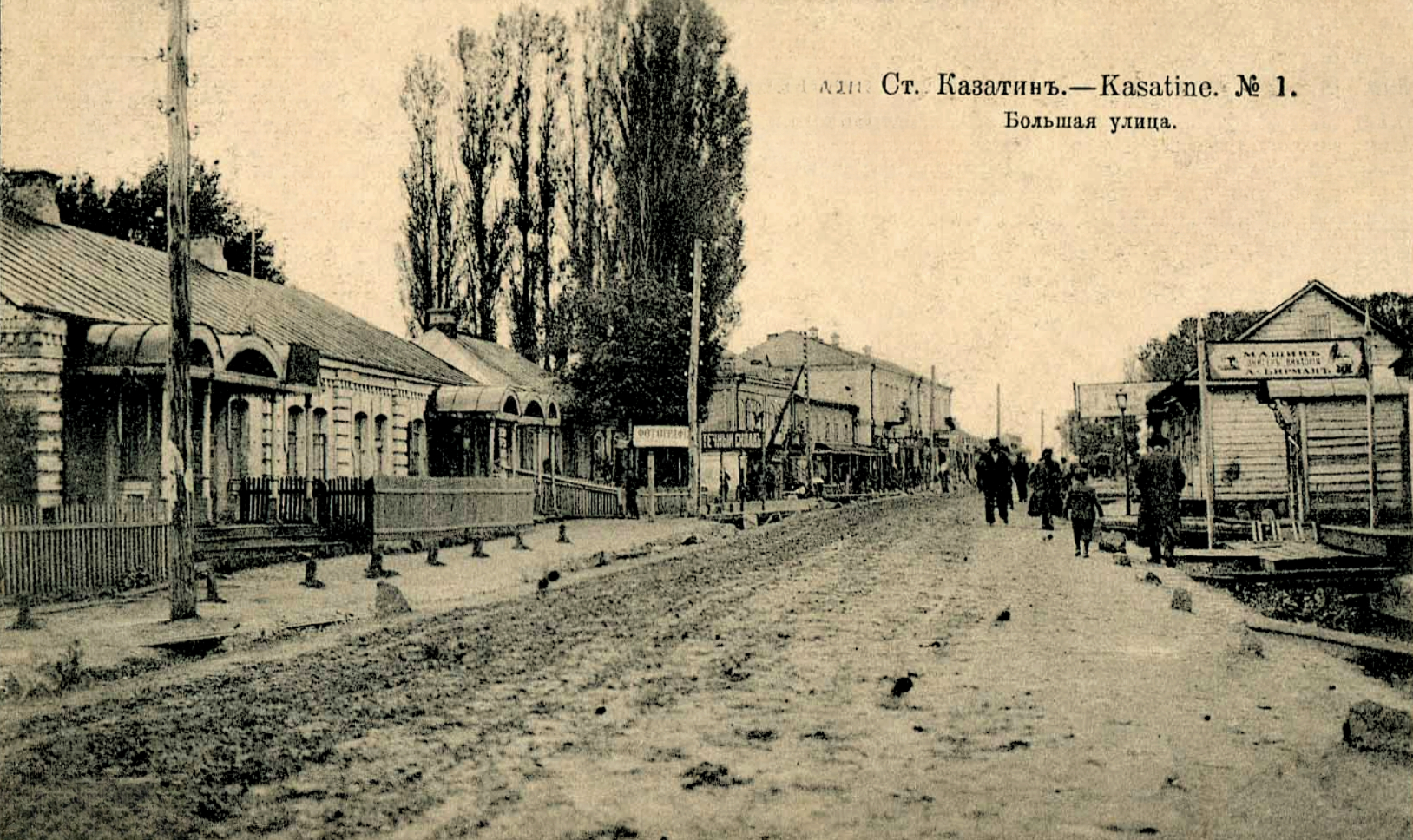
Городская улица, начало XX ст.

В декабре 1917 года в Казатине размещалась ставка генерала Павла Скоропадского.
11 декабря 1918 года Директория в Казатине подписывает с представителями немецкого командования, поддерживавшего гетьмана Скоропадского, соглашение об эвакуации немецкой армии с Украины, после чего начинается наступление войск Директории на Киев с последующим отречением Скоропадского от власти.
В апреле 1920 года во время польско-советской войны город был захвачен поляками во время так называемого Казатинского рейда, но впоследствии опять возвращен СССР.
Весной 1921 года в Казатине был организован антибольшевистский повстанческий комитет, который возглавил личный друг С. Петлюры Балагута-Бойко. Деятельность комитета прекратилась после укрепления Советской власти на Правобережной Украине, ориентировочно летом-осенью 1921 года.
В 1923 году Казатин стал районным центром Бердичевского уезда, а в 1932 году с изменением административно-территориального деления стал районным центром Винницкой области.

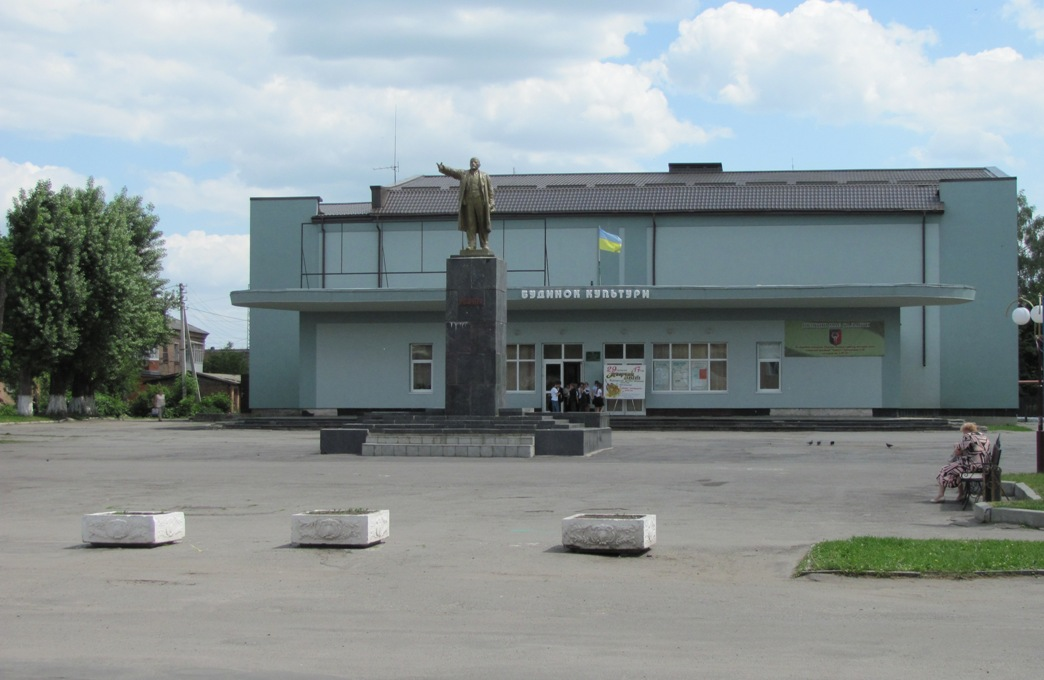
Центральная площадь города — площадь Героев Майдана (памятник Ленину демонтирован 21.02.2014 г.)

В 1938 году Казатин вошёл в категорию городов с городским советом, подчинённым райисполкому.
Во время Второй мировой войны 15 июля 1941 года был оккупирован германскими войсками, 28 декабря 1943 освобождён наступавшими советскими войсками. Именно в боях за Казатин впервые в истории советских танковых войск был применен новый тактический приём движения танков по железнодорожным рельсам (который осуществили танкисты 69-го гвардейского танкового полка).
В декабре 1962 года закреплена территория Казатинского района в нынешних границах с центром в г Казатин.
В 1988 году здесь была построена новая благоустроенная школа на 1176 мест.
В июле 2000 года Верховная рада Украины приняла решение о включении Казатина в категорию городов областного подчинения.

## Известные люди

### Почётные граждане города
- Кривопишин, Алексей Мефодиевич — бывший начальник Юго-Западной железной дороги, полный кавалер ордена «За заслуги», полный кавалер ордена Святого Равноапостольного князя Владимира, кавалер ордена князя Ярослава Мудрого V степени.

### В городе родились
- Андреев, Евгений Васильевич — машинист-железнодорожник, Герой Социалистического Труда.
- Бажанов, Юрий Павлович — советский военачальник, маршал артиллерии, кавалер ордена Ленина, ордена Красного Знамени, ордена Суворова, ордена Кутузова, ордена Красной Звезды и других.
- Бондарук, Анатолий Моисеевич — член Совета Федерации Федерального Собрания Российской Федерации, депутат Государственного Собрания-Курултая Республики Башкортостан четвёртого созыва. «Заслуженный химик Республики Башкортостан».
- Высоцкая, Анна Григорьевна — лётчица 46-го гвардейского ночного бомбардировочного авиационного полка.
- Гейгнер, Давид Исаакович — советский музыкант, пианист, композитор и дирижёр, стоявший у исстоков джаза в Советском Союзе в 1930-х гг.
- Дырченко, Виктор Иванович — работник морского транспорта, начальник Латвийского морского пароходства (1976—1987).
- Зерова, Мария Яковлевна — советский миколог, доктор биологических наук. Автор многочисленных статей и ряда монографий, посвященных грибам Украины. Брат её мужа был Николай Зеров — украинский поэт, переводчик и литературовед, представитель «Расстреляного Возрождения», лидер группы «неоклассиков».
- Иванов, Виктор Михайлович — кинорежиссёр («За двумя зайцами», «Ключи от неба» и др.)
- Карпеко, Владимир Кириллович — русский советский поэт. Лауреат премии им. А. Фадеева (1981), член Союза писателей СССР (1955). Заслуженный работник культуры Бурятской АССР (1984).
- Кобельков, Георгий Михайлович — советский и российский математик, специалист в области численных методов решения задач математической физики.
- Костиков, Андрей Григорьевич — генерал-майор, Герой Социалистического Труда, кавалер ордена Ленина, лауреат Сталинской премии, один из создателей реактивного миномёта «Катюша»
- Кохановский, Дмитрий Иосифович — старший сержант Рабоче-крестьянской Красной Армии, участник Великой Отечественной войны, полный кавалер ордена Славы; единственный награждённый пятью орденами Славы; лишён всех званий и наград в связи с осуждением.
- Ломинский, Георгий Павлович — генерал-лейтенант, лауреат Ленинской премии, дважды лауреат Государственной премии СССР, награждён орденами — Ленина (дважды), Октябрьской Революции, Трудового Красного Знамени (трижды), Красной Звезды (дважды), — и медалями СССР. Инженер, участник создания ядерно-оружейного комплекса СССР, с 1964 по 1988 гг. директор Института по разработке ядерного оружия (ныне — РФЯЦ-ВНИИТФ) . Почётный гражданин г. Снежинск (бывш. Челябинск-70).
- Мазепа, Всеволод Григорьевич — заслуженный архитектор Украины, первый кавалер Креста Ивана Мазепы
- Мелуа, Аркадий Иванович — советский и российский философ и историк науки, кандидат технических наук (1985), доктор философских наук (1991), Профессор (1993). Директор и главный редактор издательства энциклопедии «Гуманистика».
- Павленко, Дмитрий Поликарпович — машинист-железнодорожник, Герой Социалистического Труда.
- Пилипчук, Михаил Дмитриевич — городской голова Харькова в 1998—2002 годах, заслуженный строитель Украины.
- Порхун, Николай Иванович — машинист-железнодорожник, Герой Социалистического Труда.
- Ребельский, Иосиф Вениаминович — врач-психиатр, психолог, педагог; профессор (1933).
- Скляров, Иван Григорьевич — командир эскадрильи 193-го истребительного авиационного полка 302-й истребительной авиационной Кировоградской дивизии 4-го истребительного авиационного корпуса 5-й воздушной армии 2-го Украинского фронта, Гвардии старший лейтенант. Герой Советского Союза.
- Ткач, Олег Поликарпович — российский издатель и политик, член Совета Федерации РФ.
- Хрустицкий, Анатолий Казимирович (род. 1952) — лётчик-испытатель
- Ципис, Наум Фроимович — советский и белорусский писатель, журналист. Член Союза белорусских писателей (1994) и Белорусского ПЕН-центра.
- Шаповалов, Иосиф Миронович — Герой Социалистического Труда, полковник, командир 4-го мостового железнодорожного полка.
- Шнейдерман, Михаил Ефимович — танкист, младший лейтенант, Герой Советского Союза, кавалер ордена Ленина.
- Яковишин, Леонид Григорьевич — генеральный директор товарищества «Земля и воля» (Черниговская область), Герой Украины.
- Ярмоленко, Анатолий Иванович — создатель, солист и руководитель белорусского ансамбля Сябры. Народный артист Республики Беларусь, лауреат премии Ленинского Комсомола.
- Ясинский, Леонид Васильевич — советский партийный деятель, 1-й секретарь Черниговского промышленного обкома КПУ, секретарь Черниговского обкома КПУ. Депутат Верховного Совета УССР 6-го созыва.

## Города-побратимы
- Польша — Клечев
- Польша — Лежайск